# ماریانا کنستانتین
ماریانا کنستانتین (به انگلیسی: Mariana Constantin) زادهٔ ۳ اوت ۱۹۶۰ میلادی ژیمناست اهل کشور رومانی است.